# برونو روسو
برونو روسو (بالإيطالية: Bruno Russo)‏ (27 أبريل 1966 إيطاليا - ) هو لاعب كرة قدم إيطالي، يلعب كلاعب وسط، لعب 454 مباراة وسجل 13 هدف.

## مسيرته

### مسيرته مع الأندية
- 1984 - 1986 لعب مع كوسينزا كالشيو 32 مباراة سجل خلالها هدفين.
- 1986 - 1988 لعب مع نادي تارانتو 1927 41 مباراة.
- 1988 - 1989 لعب مع نادي سبيزيا 28 مباراة سجل خلالها 3 أهداف.
- 1989 - 2002 لعب مع نادي لوكيزي 353 مباراة سجل خلالها 8 أهداف.